# نظام كوكبي

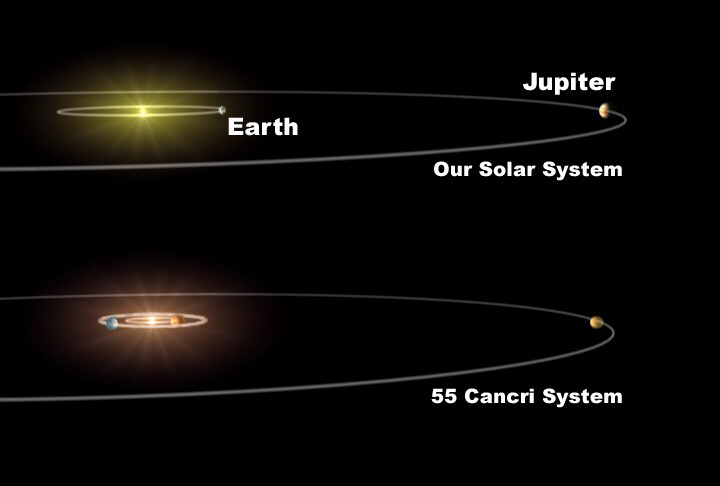
النظام الشمسي مقارنة مع نظام السرطان 55.

النظام الكوكبي (بالإنجليزية: Planetary system ) يتألف من أجرام غير نجمية متنوعة تدور حول نجم. قد تكون الأجرام كواكب أو كويكبات أو أقمار أو مذنبات أو نيازك أو غبار كوني. تعرف الشمس مع الكواكب التي تدور حولها بالنظام الشمسي، والنظام الشمسي هو بالطبع أشهر نظام كوكبي معروف بالنسبة لنا، وهو يتألف من 8 كواكب معروفة حتى الآن وعدد من الكواكب القزمة المكتشفة حديثا.

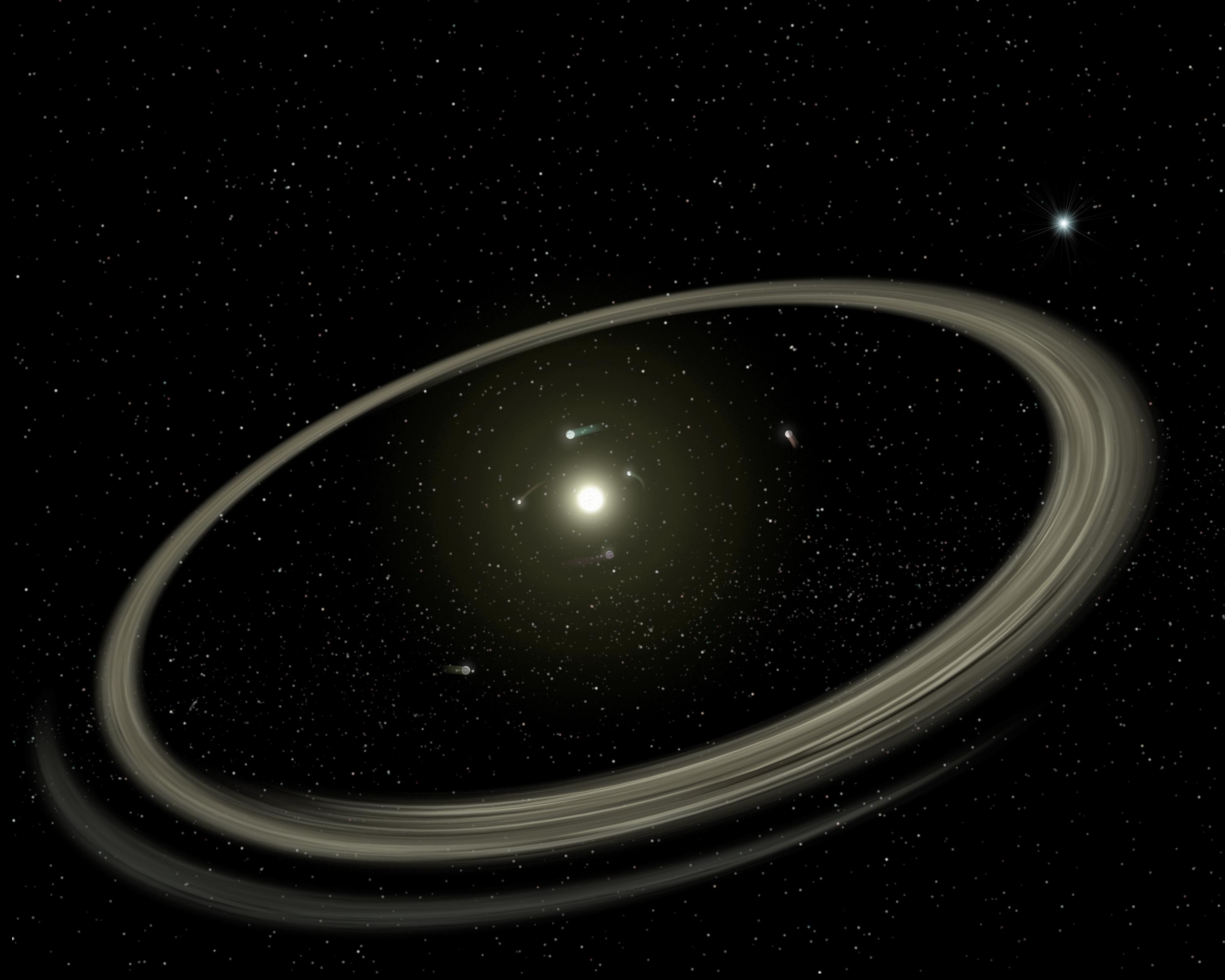
صورة تخيلية لنظام كوكبي.

وقد اكتشفت العديد من الأنظمة الكوكبية حتى الآن حتى وصل عددها إلى نحو 300 نظام كوكبي . وكان العالم كويلو هو أول من اكتشف كوكباً خارج المجموعة الشمسية ، و كان ذلك في عام 1997م عن طريق دراسة ظاهرة دوبلر، واسم النجم الذي يدور حوله ذلك الكوكب هو «بيكاسي 51» . ولاحقاً تم استخدام تقنيات أخرى لرصد الكواكب البعيدة مثل رصد الكوكب عندما يمر أمام نجمه فيحجب عنا جزءاً من ضوئه وتسمى طريقة العبور ، أو استخدام تكنولوجيا حديثة لتحسس الضوء المتغير المنبعث من نجوم بعيدة مثل طريقة العدسية الصغرية الجذبية . كما قام العلماء ببناء وإطلاق تلسكوب يسمى تلسكوب كبلر خصيصاً من أجل مهمة رصد الكواكب خارج نظامنا الشمسي في بحث دائم عن كوكب يمكن أن يكون صالحا للسكن،(أنظر نطاق صالح للسكن).

## البنية

### المذنبات

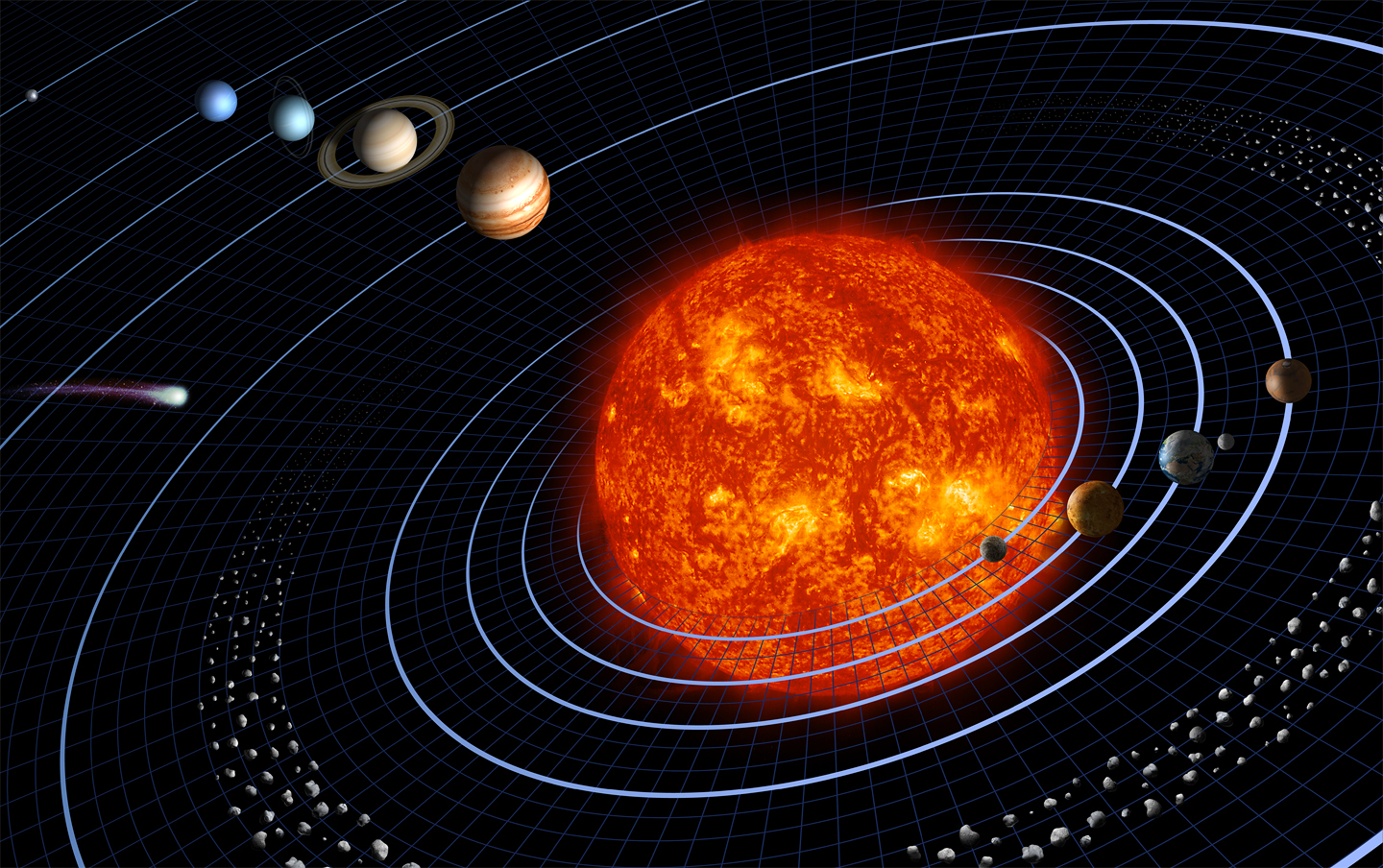
صورة تخيلية للمجموعة الشمسية, كما يُرى مذنب آتيا إلى داخل المجموعة (مقياس رسم اختياري).

المذنبات يُمكن أن تكون جزءاً من أي نظام كوكبي، بنفس الطريقة التي هي فيها جزء من النظام الشمسي. وفي حال وُجدت المذنبات حول نجم ما، فمن المُمكن رصدها من الأرض. حيث أن كل ما يجب هو استخدام طرق اكتشاف كواكب خارج المجموعة الشمسية
التي يتم بها رصد واكتشاف الكواكب خارج النظام الشمسي التي من حجم الأرض، ومع ذلك، فليس من السهل أبداً اكتشاف كوكب بنفس حجم الأرض. فحتى عام 2010، كان أصغر الكواكب المُكتشفة خارج النظام الشمسي على الإطلاق تبلغ كتلته ضعف كتلة الأرض)، فأي طريقة يُمكن بواسطتها اكتشاف كوكب خارجي بحجم الأرض يُمكن بواسطتها أيضاً اكتشاف مذنب خارجي. والمذنبات أصغر بكثير من الأرض، ولكن عندما تقترب من النجم الذي تدور حوله (أو ربما يكون هناك أكثر من نجم ضمن نظامها الكوكبي) تقوم أشعته بتسخين سطحها مما يُشكل خلفهاً ذيولاً من نوعين: الغاز والغبار (ويُبعثر ذيل الغبار أشعة الضوء أكثر من ذيل الغاز). وحسب بعض الحسابات، فمذنب لامع يُرصد من نظام كوكبي آخر سوف يسطع بمقدار حجم كوكب الأرض على الأقل. فمثلاً، مذنب هيل-بوب (وهو مذنب ضخم ولامع جداً عبر قرب الأرض عام 1997) قد سطع أكثر من الأرض - بالنسبة لراصد من خارج النظام الشمسي - عندما مر قرب الشمس في أواخر التسعينيات. ومن ثم فيُمكن للفلكيين رصد مذنبات لامعة مشابهة لذاك في أنظمة كوكبية أخرى.
أفضل الأنظمة الكوكبية لمحاولة العثور على مذنبات فيها هي تلك التي أسطع من الشمس بعض الشيء. فضياء أكبر للنجم يعني عكساً (ومن ثم ضياءً) أكبر للضوء من قِِبل المذنبات (أو غيرها من الأجرام). وإضافة إلى هذا، فالمزيد من الحرارة تعني تبخر المزيد من الجليد من المذنب، وهذا يعني إطلاق غبار أكثر إلى الفضاء، وإعطاء لمعان أكبر للمذنب. لكن وبالرغم من كل هذا، فنجم بحجم هيل بوب سوف يكون مرئياً خلال 1% من الوقت فقط، ومن ثم ففرصة تزامن رصد الفلكيين مع كون مذنب كهذا مرئياً هي ليست كبيرة. ومن ثم، فالفلكيون مضطرون لرصد مئات النجوم للعثور على مذنب خارجي واحد. ولا يوجد بعد تقدير لاحتمالية وجود مذنبات كالتي تملكها الشمس حول النجوم الأخرى.

## بعض الأنظمة الكوكبية التي اكتشفت
من النظم الكوكبية التي اكتشفت حتى الآن بالإضافة إلى المجموعة الشمسية الأمثلة التالية:
- الدب الأكبر 47
- السرطان 55
- غلييزا 581 (وله كوكب مشابه للأرض :Gliese 581 c)
- غليزا 876
- HD 37124
- اتش دي 69830 بي
- My Arae
- نباض 1257+12
- Ypsilon Andromedae

## اقرأ أيضا
- نباض 1257+12
- اتش دي 69830 بي
- كبلر-22بي
- كوروت (مرصد فضائي)
- كوروت-7ب
- عدسية صغرية جذبية
- كوكب خارج المجموعة الشمسية
- طرق اكتشاف كواكب خارج المجموعة الشمسية
- نطاق صالح للسكن